# Facharbeiter für Fertigungsmittel

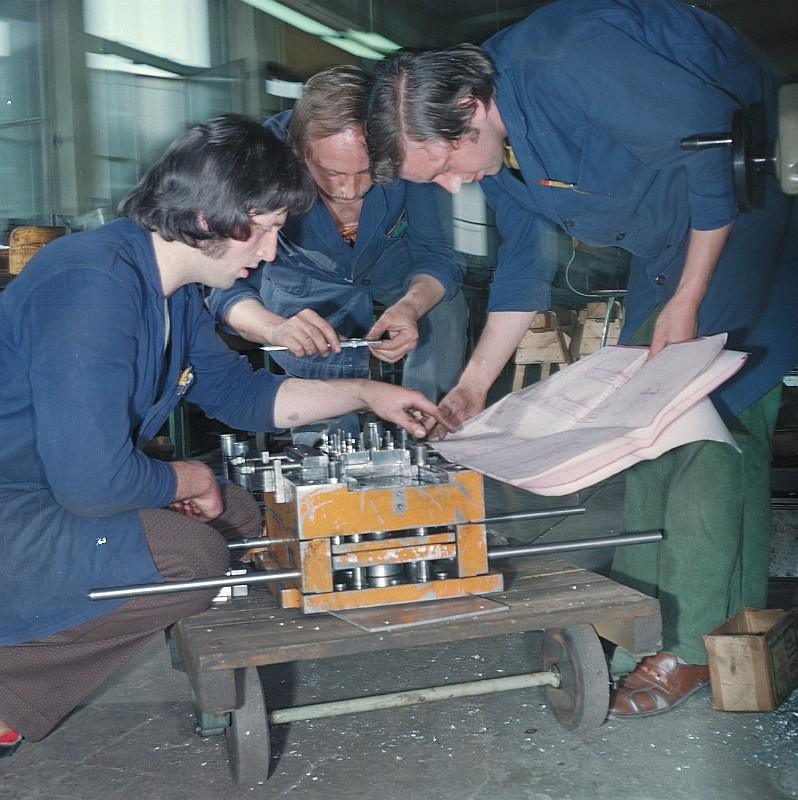
Facharbeiter für Fertigungsmittel am VEB Kombinat Keramische Werke Hermsdorf

Facharbeiter für Fertigungsmittel war von 1970 bis 1988 ein Ausbildungsberuf der Industrie in der DDR. Aus heutiger Sicht entspricht das Berufsbild des Feinwerkmechanikers (früher: Werkzeugmacher) bzw. Werkzeugmechanikers am ehesten dem des Facharbeiters für Fertigungsmittel.
Die Berufsausbildung zum Facharbeiter für Fertigungsmittel dauerte auf Grund der vergleichsweise höheren fachlichen Anforderungen ein halbes Jahr länger als bei den meisten Berufen der DDR und betrug somit zweieinhalb Jahre. Des geringeren Anteils der praktischen Ausbildung wegen betrug die Zeit der Ausbildung zum Facharbeiter für Fertigungsmittel mit gleichzeitigem Erwerb des Abiturs drei Jahre, und somit nur ein weiteres halbes Jahr länger.
Es handelte sich um eine Ausbildung mit Spezialisierung in unterschiedlichen Fachrichtungen, wie z. B. Vorrichtungsbau, Mess- und Montagevorrichtungen, Schneidwerkzeuge, Schneid- und Umformwerkzeuge, Formwerkzeuge sowie Urformwerkzeuge.
Der Facharbeiter für Fertigungsmittel arbeitete in der Regel in einem Industriebetrieb. Seine Erzeugnisse waren überwiegend für die industrielle Produktion bestimmt. Jedoch waren bei der Ausübung dieses Berufes regelmäßig großes handwerkliches Geschick, technisches Verständnis, sowie umfassende Kenntnisse aller wichtigen Technologien in der Metallverarbeitung, einschließlich der dazu verwendeten Maschinen erforderlich.
Auf Grund seiner umfassenden Ausbildung war der Facharbeiter für Fertigungsmittel in der Lage, alle Bauteile einer Vorrichtung oder eines Schneidwerkzeugs unter Verwendung von manuellen und maschinellen Verfahren selbst herzustellen. Bei Bedarf konnte er auch im Produktionsprozess seine Fertigungsmittel selbständig reparieren, warten und justieren.